# Chlorops planitriangulus
Chlorops planitriangulus är en tvåvingeart som beskrevs av Kanmiya 1983. Chlorops planitriangulus ingår i släktet Chlorops och familjen fritflugor. Inga underarter finns listade i Catalogue of Life.